# Feuerlöschpumpe

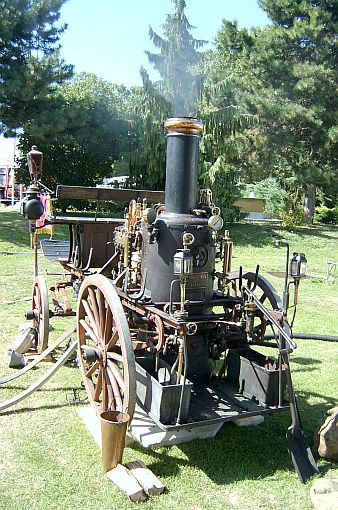
Dampfspritze aus Gainfarn in Niederösterreich

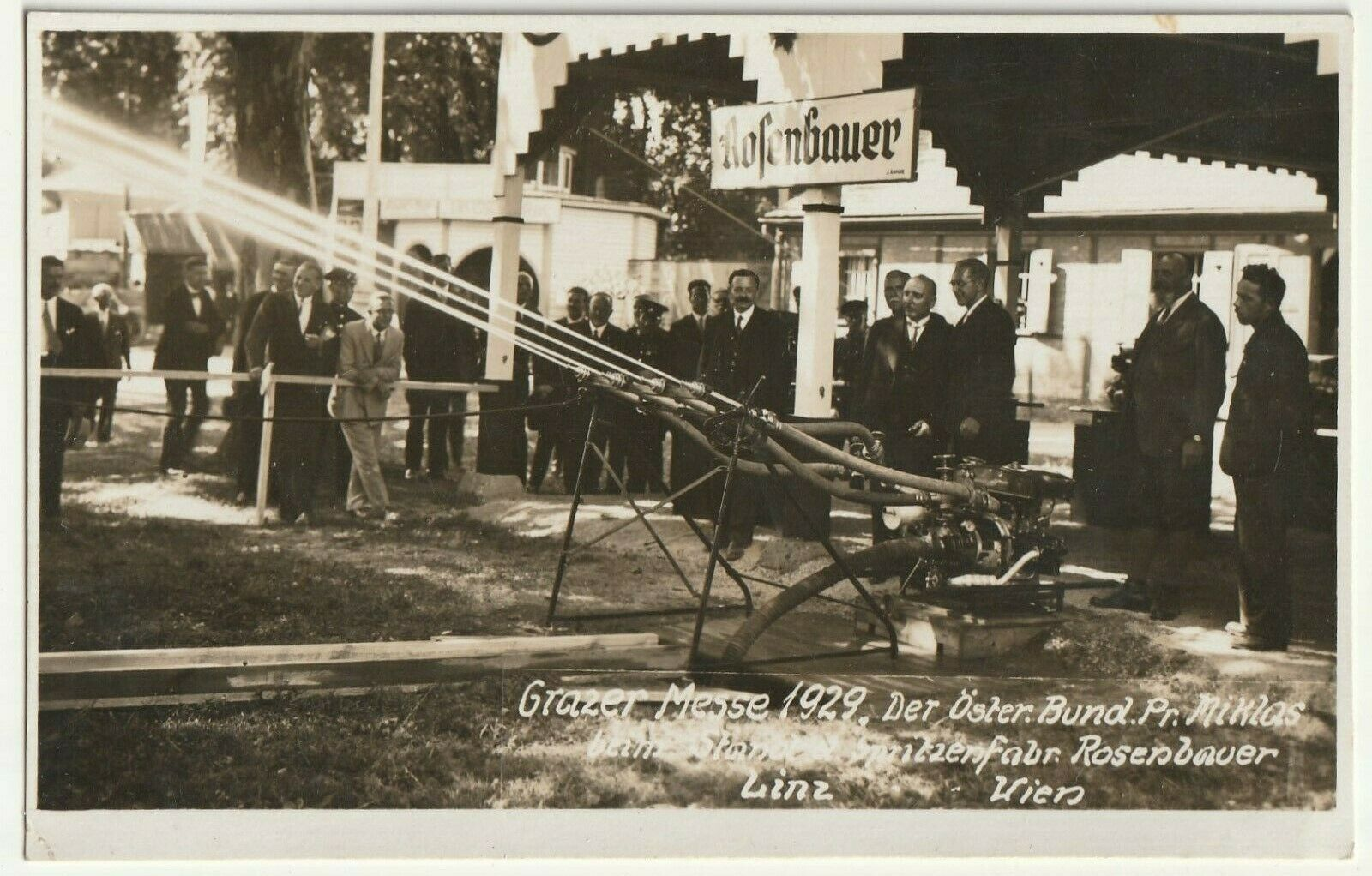
Tragkraftspritze, 1929

Feuerlöschpumpen sind speziell für die Brandbekämpfung konstruierte Strömungsmaschinen zur Wasserentnahme. Sie werden hauptsächlich von der Feuerwehr verwendet. Weiterhin gibt es Feuerlöschpumpen, die im Rahmen des vorbeugenden Brandschutzes bei besonders gefährdeten Objekten stationär installiert werden.

## Geschichte

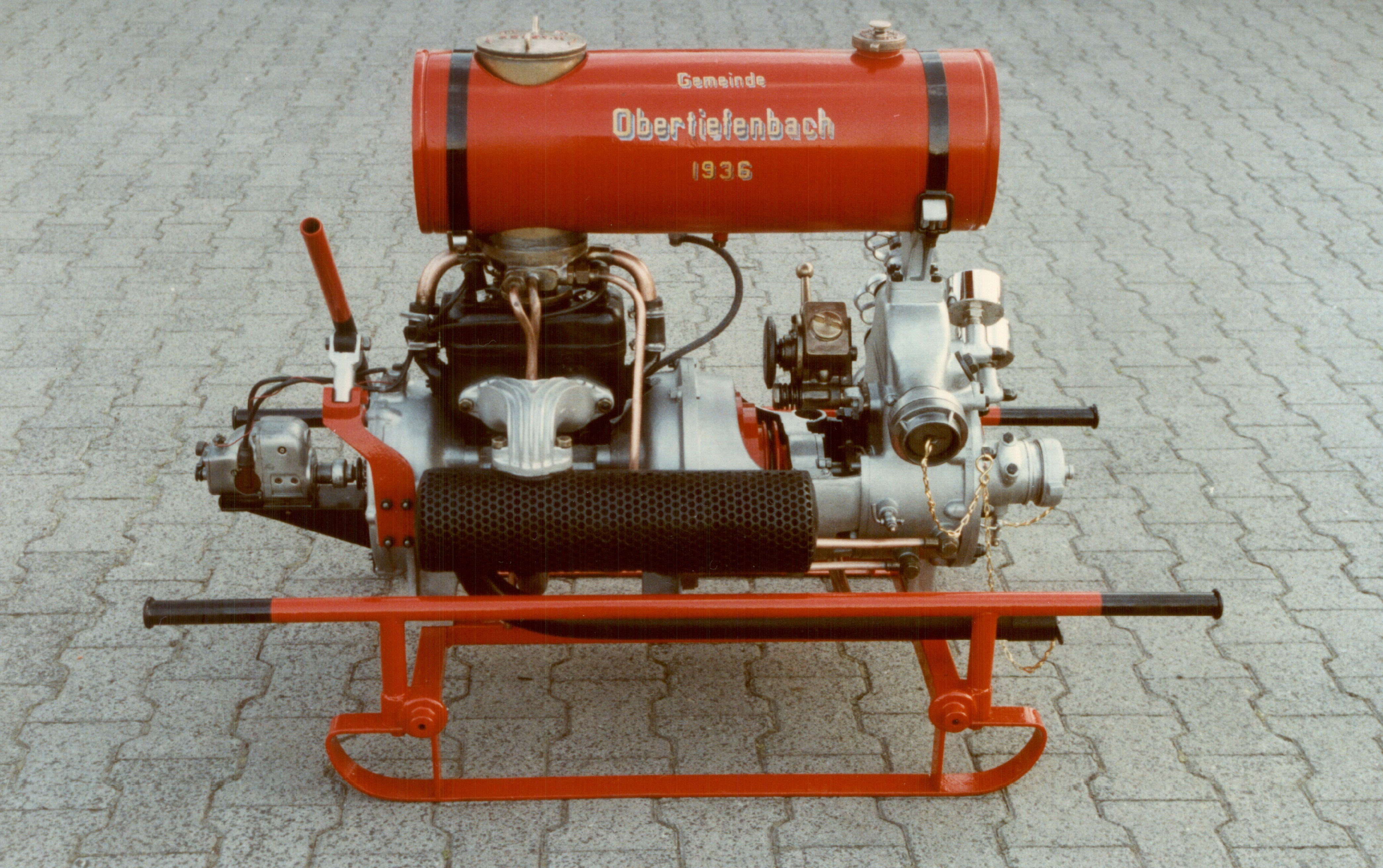
Motorspritze von E. C. Flader, 2-Takt-Motor (DKW-Auto-Union), Baujahr 1936

Feuerlöschpumpen sind Nachfolger der früheren Feuerspritzen, die noch mit Muskelkraft betrieben wurden. Im 19. Jahrhundert wurden zunehmend mit Dampfmaschinen betriebene Feuerlöschpumpen und auch erste Feuerlöschpumpen mit Verbrennungsmotor bekannt. Im Jahr 1888 wurde auf dem Feuerlöschtag in Hannover ein Modell vorgestellt, welches mit einem Petroleummotor von Gottlieb Daimler betrieben wurde. Dieses Gerät wurde mit der Bezeichnung „Feuerspritze mit Motorbetrieb“ als Patent unter der Nummer 46779 beim kaiserlichen Patentamt eingetragen und am 29. Mai 1888 veröffentlicht.

## Arten von Feuerlöschpumpen

### Tragbare Pumpen

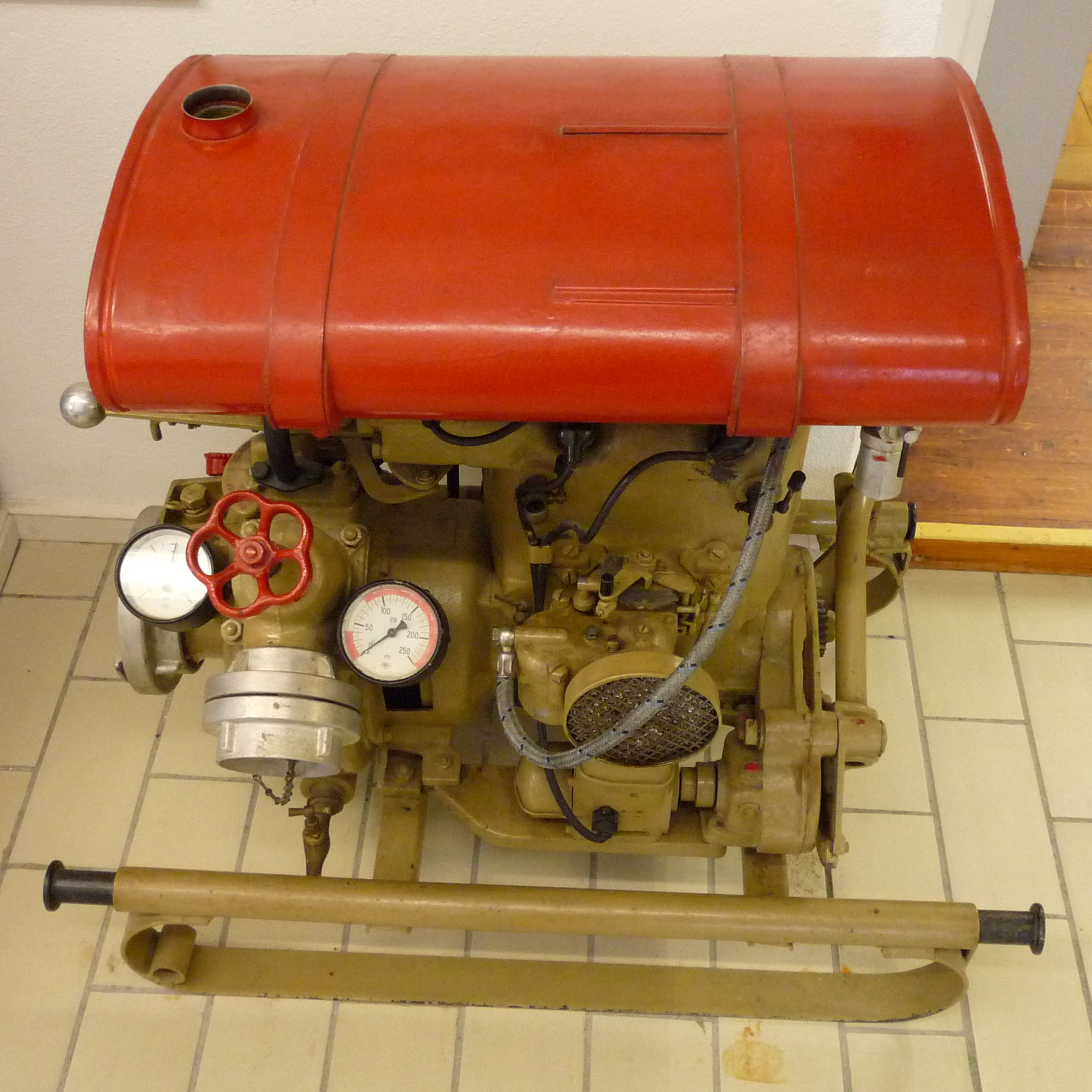
Tragkraftspritze (Motorspritze), Baujahr 1938

Diese Pumpen werden Tragkraftspritzen (TS) genannt, da sie zum Einsatzort getragen werden können und nicht an ein Fahrzeug gebunden sind. In der EN 1028 und EN 14710 werden sie als Motorpumpe definiert, die durch manuelle Kraft transportiert werden kann und nicht dauerhaft in einem Feuerwehrfahrzeug eingebaut ist.
Im deutschsprachigen Raum sind Tragkraftspritzen mit einer Nennförderleistung zwischen 800 Liter und 1.600 Liter pro Minute bei 8 bar Förderdruck verbreitet. Gelegentlich sind auch gelbe Lenzpumpen (2.400 l/min bei 3 bar) anzutreffen. Mit der Einführung der neuen Norm werden Tragkraftspritzen in Deutschland als PFPN (Portable Feuerlöschpumpe Normaldruck, englisch Portable Fire Pump Normal Pressure) bezeichnet. Hier gibt es neue Leistungsklassen von 1000 Liter bei 10 bar (PFPN 10-1000), 1500 Liter bei 10 bar (PFPN 10-1500) oder 2000 Liter bei 10 bar (PFPN 10-2000).
Die tragbaren Pumpen haben einen eigenen Motor, meist einen Ottomotor, in seltenen Fällen einen Dieselmotor. Als Antrieb fungieren i. d. R. adaptierte serienmäßige Motoren. Weit verbreitet bei älteren westdeutschen Modellen war der luftgekühlte Industriemotor von VW. Die Leistungsgrenze dieser Pumpen steht in engem Zusammenhang mit ihrem Gewicht; sie sollen von vier Feuerwehrleuten getragen werden können. Dies gilt nicht nur auf ebenem Grund, sondern auch in steileren Gebieten in den Bergen. Sie haben den Vorteil, dass sie entfernt vom Einsatzfahrzeug zur Wasserentnahme aus offenen Gewässern verwendet werden können.
Ältere Modelle haben einen Reversierstarter oder eine Kurbel, in den neuen deutschen Bundesländern weit verbreitet, sowie bei sehr alten westdeutschen Pumpen noch eine Anwurfstange.
Neuere Modelle haben einen elektrischen Starter, oft ergänzt durch einen Reversierstarter für den Fall, dass der elektrische Starter nicht funktioniert.
Durch die Verwendung von Leichtbauteilen (Aluminiummotoren und Tragegestellen) sind moderne Pumpen leistungsfähiger, jedoch nicht schwerer als frühere Modelle.
Daneben gibt es noch besondere Bauformen wie schwimmfähige Pumpen oder auf dem Rücken zu transportierende Tragkraftspritzen, die zum Beispiel bei Waldbrandeinsätzen zum Einsatz kommen können.
Zu den nicht-normierten Pumpen gehören die kompakten Hochdruck-Löschaggregate, die Motorpumpe, Schnellangriffseinrichtung und Tank in einer Einheit zusammenfassen und damit kleineren Löschfahrzeugen oder Rüstwagen Löschkapazitäten für einen Erstangriff bei Klein- und Entstehungsbränden verleihen.

### Einbaupumpen

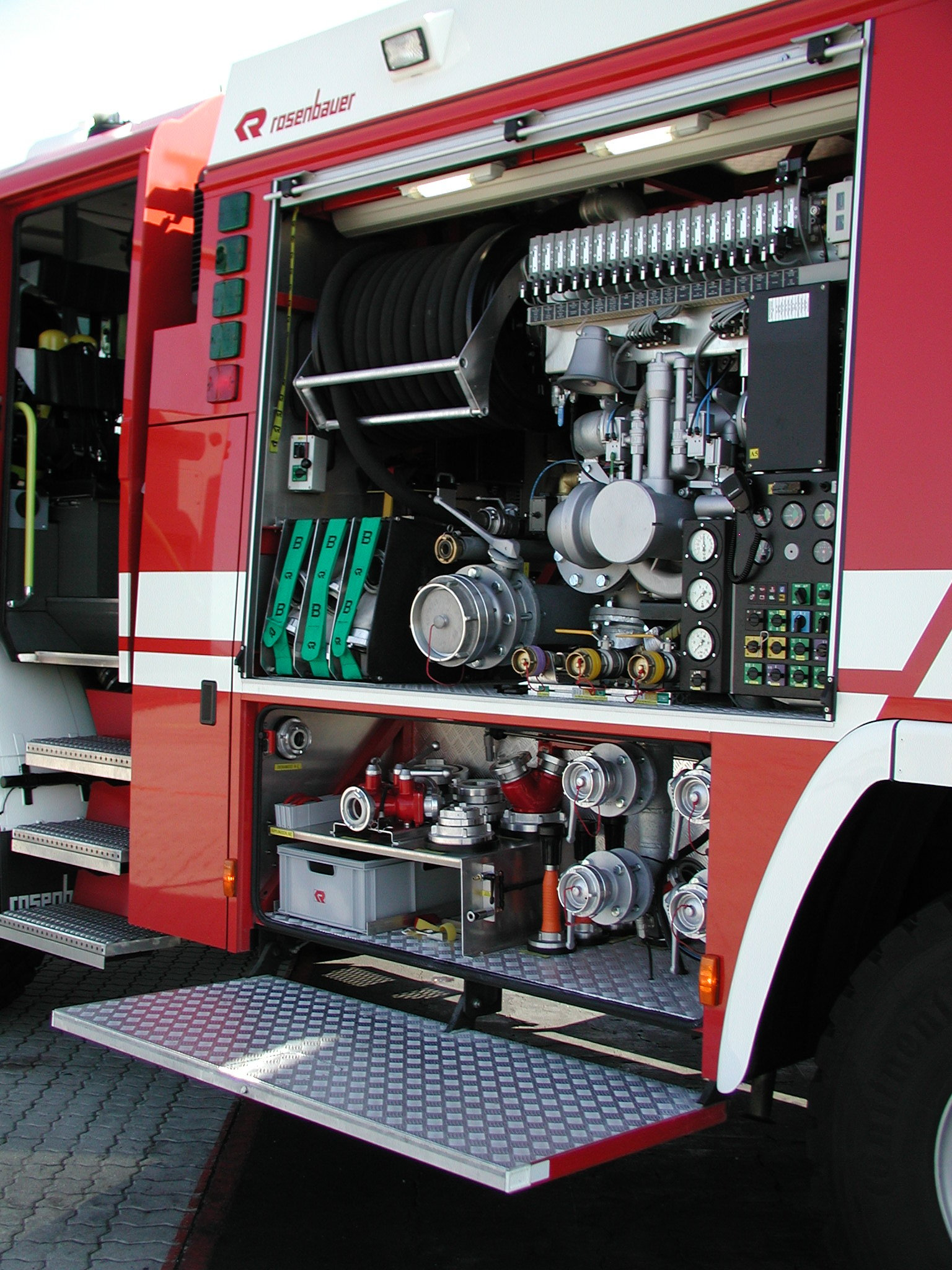
Seitlich verbaute Einbaupumpe in einem Flugfeldlöschfahrzeug

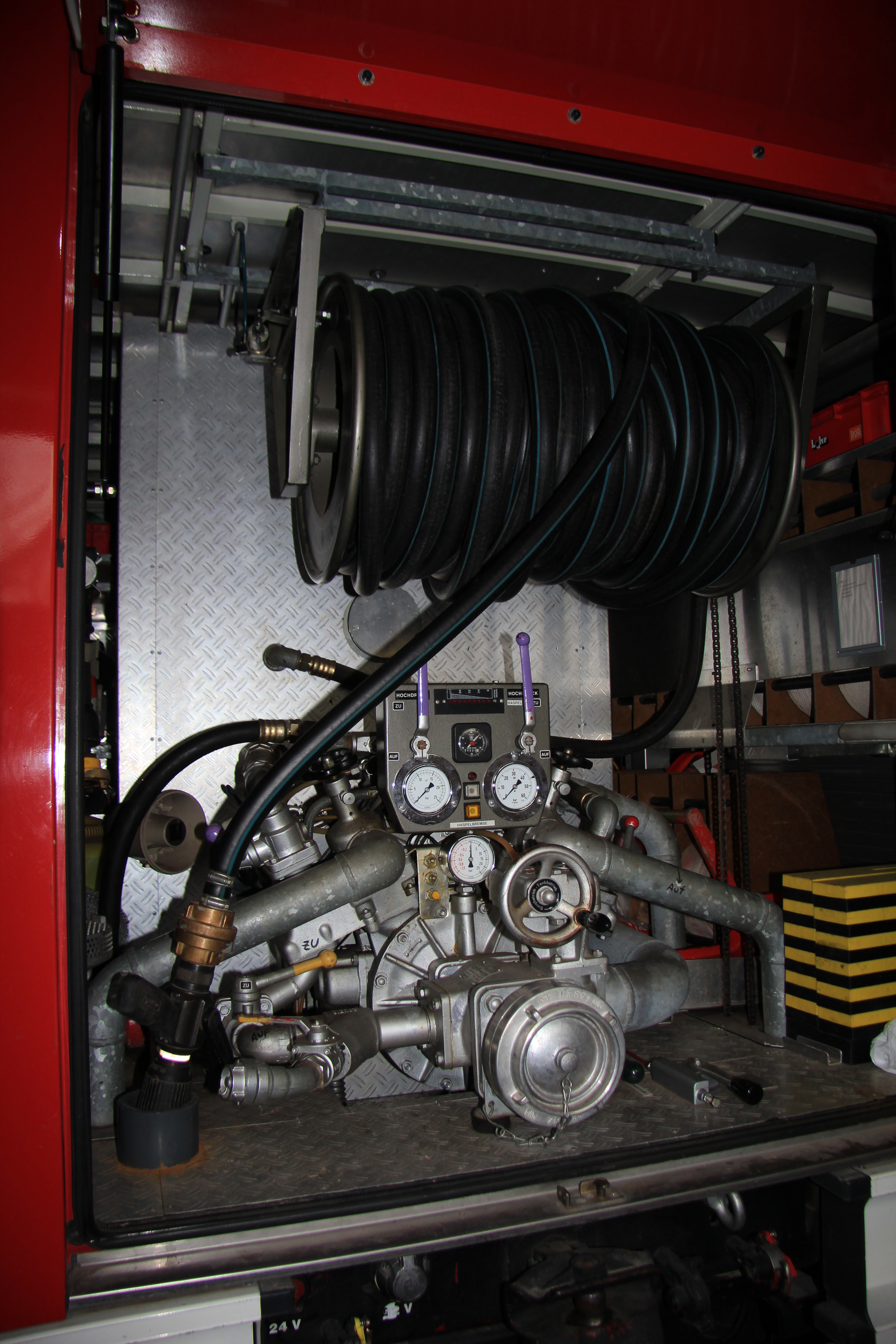
Heckseitig in RLF eingebaute Pumpe mit Hochdruckteil, darüber Schlauchhaspel für Hochdruck (Baujahr 1988)

Einbaupumpen sind meist heckseitig, teils in einem Geräteraum rechts oder links am Fahrzeug, in den Tanklöschfahrzeugen und Löschgruppenfahrzeugen fest integriert. Sie werden mit dem Fahrzeugmotor über den Nebenabtrieb angetrieben. Je nach Leistung haben sie zwei bis vier Druckausgänge und sind eventuell mit einem am Fahrzeugdach montierten Monitor oder einer Schnellangriffseinrichtung verbunden. Saugseitig haben sie eine direkte Verbindung mit einem Wassertank und zusätzlich einen A-Sauganschluss. Bei Pumpen, die einen Hochdruckteil haben, ist dieser direkt mit der Schnellangriffseinrichtung und mit einem HD-Ausgang versehen.
Einbaupumpen haben eine zusätzliche Umgehungsleitung, über die eine kleine Menge Wasser immer in den Wassertank zurückgepumpt werden kann. Dies vermeidet ein Einfrieren des Tanks sowie das Überhitzen der Pumpe, wenn für längere Zeit kein Wasser gefördert wird. Das im Kreis gepumpte Wasser wird leicht erwärmt und vermeidet in der Pumpe Dampfblasenbildung (Kavitation), was eine Beschädigung der Pumpe zur Folge haben könnte.
Neue Pumpen sind häufig komplett verkleidet, die Handventile können durch elektrisch oder pneumatisch gesteuerte Ventile ersetzt werden.
Flugfeldlöschfahrzeuge, wie sie bei der Flughafenfeuerwehr verwendet werden, haben i. d. R. einen eigenen Motor als Antrieb der Pumpe. Die Förderleistung ist dem Einsatzzweck entsprechend groß.

### Pumpen an der Fahrzeugfront

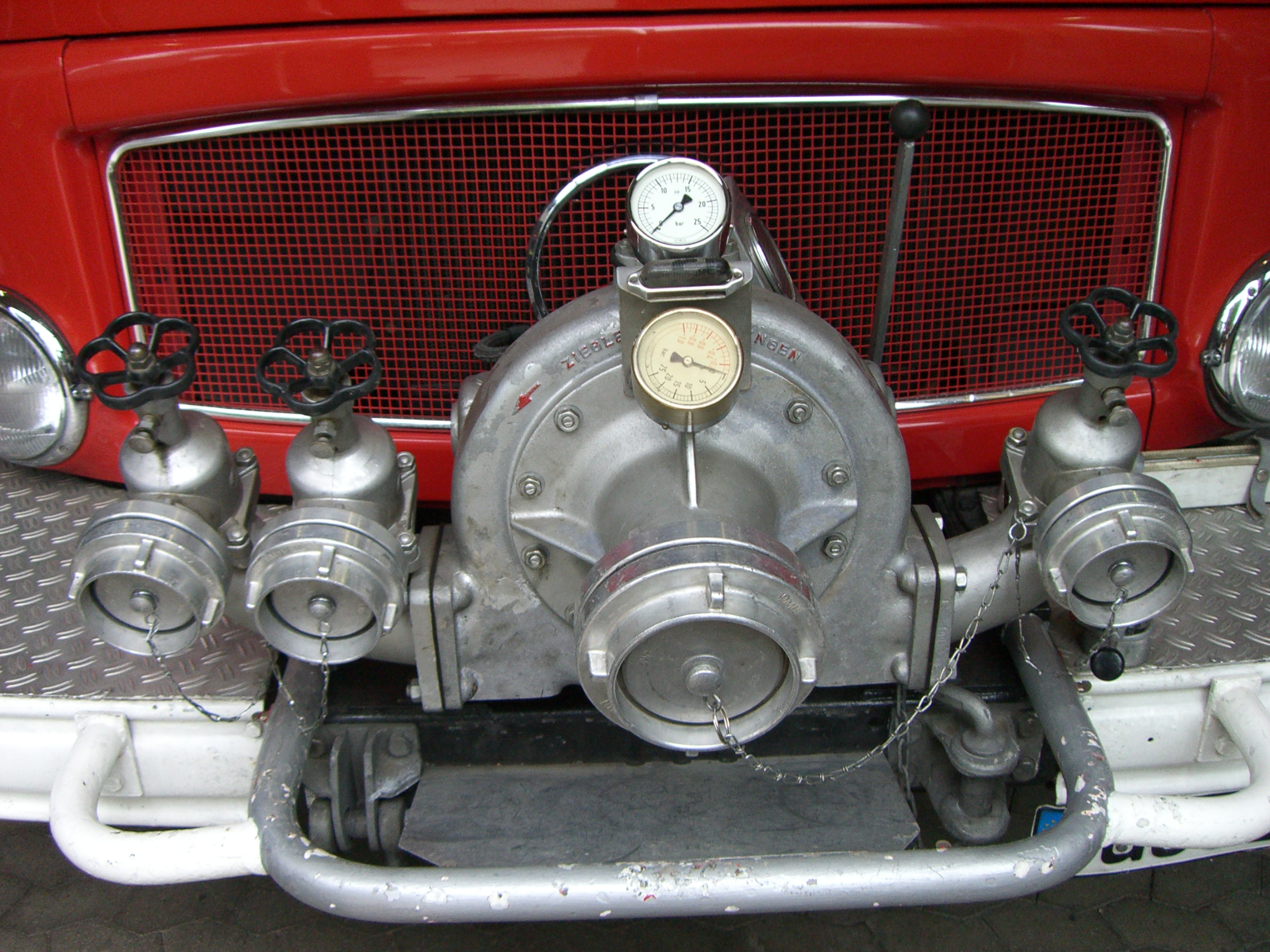
Vorbaupumpe eines LF 16-TS (Firma Ziegler)

Frontseitig montierte Pumpen (Vorbaupumpen, in Deutschland normgemäß auch Frontpumpen genannt), die mit dem Fahrzeugmotor angetrieben werden, sind seit einigen Jahren nicht mehr in den deutschen Normen für Feuerwehrfahrzeuge vorgesehen. Demzufolge sind sie nur noch an Löschfahrzeugen älterer Bauart oder an Fahrzeugen aus dem Katastrophenschutz vorhanden. Ein typisches Beispiel für solch ein Fahrzeug ist das LF 16-TS, das statt eines eigenen Wassertanks eine Tragkraftspritze im Heck verlastet hat. Derartige Fahrzeuge werden dort eingesetzt, wo eine Sammelwasserversorgung nicht vorhanden ist. Sie können jedoch aus jedem Hydranten ihr Wasser entnehmen oder von einem Tanklöschfahrzeug eingespeist und das Wasser weiter fördern.
Entwickelt wurden sie vor allem aus Erfahrungen des Zweiten Weltkriegs, in dem bei zusammengebrochenem Hydrantennetz Löschwasser aus Seen, Flüssen, Teichen oder Bombenkratern entnommen werden musste.

### Pumpen in der Fahrzeugseite
Seitenpumpen finden Anwendung meistens bei Flughafenlöschfahrzeugen, wie auch annähernd standardmäßig bei Feuerwehrfahrzeugen in den USA, zum Beispiel bei Pumper, Tanker sowie Quints (Quintuple combination pumper).

## Aufbau von Feuerlöschpumpen

### Pumpengehäuse
Einstufige FeuerlöschkreiselpumpeDer Förderdruck wird von lediglich einer Druckstufe aufgebracht und der Förderstrom direkt über den schneckenförmigen Ringkanal dem Druckabgang zugeleitet. Für Nenndruck sind höhere Drehzahlen als bei zweistufigen Pumpen erforderlich, es besteht Kavitationsgefahr.
Zweistufige FeuerlöschkreiselpumpeDer Förderdruck wird von zwei beieinander auf einer Welle angeordneten Druckstufen erzeugt. Leitschaufeln und Laufräder bilden eine Einheit. Der Förderstrom wird von der ersten über Leitschaufeln in die zweite Druckstufe geleitet. Die zweite Stufe erhöht den Druck des Förderstromes auf den Ausgangsdruck. Zweistufige Pumpen sind hinsichtlich Blasenbildung (Kavitation) weniger anfällig.
Mehrstufige Feuerlöschkreiselpumpe/HochdruckpumpeDer Förderdruck wird von mehr als zwei hintereinander auf einer Welle angeordneten Druckstufen erzeugt. Das Hochdruckmodul kann hinter einer Normaldruckpumpe geschaltet sein. Nach Norm gibt es lediglich ein Model FPH 40-250.
WirkweiseMit der Entlüftungseinrichtung wird in den Saugschläuchen ein Unterdruck erzeugt. Die Atmosphäre drückt das Wasser bis in die Pumpe. Das Wasser trifft axial auf das sich drehende Laufrad und wird von den Schaufeln erfasst und durch die Zentrifugalkraft nach außen beschleunigt. Durch die Erweiterung der Laufradkanäle wird im Laufrad die Geschwindigkeit bereits zum Teil in Druckenergie umgewandelt. In dem nachgeschalteten Leitapparat werden die Kanalquerschnitte ebenfalls stetig vergrößert, so dass die verbliebene Geschwindigkeit bis zum Eintritt in die nächste Stufe so weit heruntergesetzt wird, dass sie der Eintrittsgeschwindigkeit der ersten Stufe entspricht. Durch diese Geschwindigkeitsherabsetzung erfährt das Wasser im Leitapparat eine Druckerhöhung. Laufrad und Leitapparat bilden zusammen eine Stufe. In der zweiten Stufe wiederholt sich der gleiche Vorgang wie in der ersten Stufe. Der Druck der zweiten Stufe wird gegenüber der ersten Stufe verdoppelt. Das zweite Laufrad fördert nun das Wasser in den schneckenförmigen Ringkanal, in welchem durch den sich vergrößernden Querschnitt die Druckerhöhung stattfindet. Siehe hierzu auch Kreiselpumpe. Von hier fließt das Wasser zu den Druckabgängen.
Bei geschlossenen Druckabgängen (Förderstrom = 0) ist der Druck am größten. Förderstrom und Förderdruck stehen in umgekehrtem Verhältnis. Beim Öffnen der Abgänge wird der Förderdruck kleiner, der größte Förderstrom wird bei freiem Ausfluss, das heißt bei vollständig geöffneten Abgängen erreicht.
An der tiefsten Stelle des Pumpengehäuses sitzt ein kleines Ventil zum Entleeren der Wasserreste aus dem Pumpengehäuse.

### Entlüftungseinrichtung
Feuerwehrkreiselpumpen sind nicht selbstansaugend, das heißt, sie benötigen eine Entlüftungseinrichtung, um zunächst sämtliche Luft aus Saugschläuchen und Pumpengehäuse zu entfernen. Hierzu wird im Saugschlauch ein Unterdruck erzeugt. Der umgebende Luftdruck drückt dadurch das anzusaugende Wasser in Schläuche und Pumpengehäuse (siehe Abschnitt Ansaugvorgang).
Verbreitet sind hierfür Kolbenpumpen oder Membranpumpen, bei älteren Pumpen Gasstrahler. Die Abgase des Motors werden als Treibgas in eine Injektorpumpe geleitet und die Luft wird nach dem Injektorprinzip aus der Pumpe und den Saugschläuchen herausgesaugt.
Die früher verwendeten Flüssigkeitsring- und Trockenring-Entlüftungseinrichtungen wurden später durch Kolbenpumpen abgelöst. Die einfachste Entlüftungseinrichtung ist das Auffüllen der Saugleitung und des Pumpengehäuses mit Wasser. Das setzt ein Rückschlagventil im Saugkorb voraus. Diese Methode ist vergleichsweise umständlich, ist aber beim Ausfall der Entlüftungseinrichtung nützlich.

### Entlüftungsventil
Es sitzt in der Verbindung zwischen dem Pumpengehäuse und der Entlüftungseinrichtung. Bei einem Druckanstieg im Pumpengehäuse (wenn die Pumpe anfängt Druck aufzubauen) schließt das Entlüftungsventil automatisch, damit das Wasser nicht in die Entlüftungseinrichtung gedrückt wird. Membranpumpen z. B. Magirus PRIMATIC Entlüftungssystem, Trockenkolbenpumpen Trokomat der Firma Ziegler und einige andere Hersteller arbeiten ohne abschaltbaren Entlüftungsventil.

### Manometer
An einer Feuerlöschkreiselpumpe sind zwei – oder drei bei einer Hochdruckstufe – Manometer vorhanden:
- Das Eingangsdruckmanometer dient dem Maschinisten zur Kontrolle des Pumpeneingangsdrucks während des Einsatzes und als Kontrollmanometer bei der Trockensaugprobe:
  1. Im Saugbetrieb (Wasserentnahme offenes Gewässer, Löschwasserzisterne, Löschwasserbrunnen) fällt der Zeiger in den rot markierten Unterdruckbereich und zeigt den Unterdruck in der Saugleitung an. Der Unterdruck ist abhängig von der geodätischen Saughöhe und der geförderten Wassermenge.
  2. Im Betrieb mit Pumpeneingangsdruck (Wasserentnahme aus Hydrant, Zubringerpumpe o. ä.) bewegt sich der Zeiger in den rechten, schwarz gekennzeichneten Überdruckbereich. Der Pumpeneingangsdruck sollte 1,5 bar nicht unterschreiten.[7]
- Das Ausgangsdruckmanometer gibt den Pumpenausgangsdruck an. Dieser sollte am  Beispiel einer TS 8/8 (alte Norm) somit bei Schließdruck 14 bis 16 Bar betragen, ein positiver Eingangsdruck kann den Ausgangsdruck erhöhen. Das Ausgangsdruckmanometer hat einen Anzeigebereich bis 25 Bar. Am Beispiel einer PFPN 10/750 (neue Norm) sollte der Wert bei 10 bis 17 Bar liegen. Bei einer vorhandenen Hochdruckstufe beträgt der Messbereich bis etwa 100 Bar.

Die Manometer haben als Maßeinheit das Bar, bei älteren Pumpen wurde die damals gebräuchliche Angabe mWS (Meter Wassersäule) verwendet, die direkt die Förderhöhen bzw. -reserve angibt.

## Funktion und Betrieb

### Ansaugvorgang
Beim Ansaugen evakuiert die Entlüftungseinrichtung das Pumpengehäuse und die angeschlossenen Saugschläuche.
Dadurch entsteht in dem Pumpengehäuse und in der Saugleitung eine Druckdifferenz zum Umgebungsdruck. Aufgrund dieser Druckdifferenz drückt der Umgebungsdruck das Wasser von außen in die Ansaugleitung. Die Steighöhe des Wassers in der Ansaugleitung entspricht der Druckdifferenz zwischen Umgebungsdruck und Ansaugdruck.
Da der Atmosphärendruck auf Meereshöhe bei etwa 1013,25 hPa absolut liegt und 4 °C kaltes Wasser eine Dichte von 1 kg/dm³ hat, beträgt die maximale theoretische Saughöhe bei Wasser fördernden Pumpen 10,13 Meter. In der Praxis werden bei Feuerlöschpumpen maximale Saughöhen um ca. 8 Metern erreicht. Die Förderhöhe ist abhängig vom exakten Luftdruck bzw. der Höhe über NN, der Strömungsgeschwindigkeit der Pumpe, Reibungsverlusten, Undichtigkeiten und der Temperatur des Wassers.
Wenn der Ansaugdruck in der Pumpe unter den Dampfdruck des Wassers sinkt, kommt es in der Pumpe zu Kavitation.
Wenn das Wasser in die Pumpe gelangt und die Pumpe anfängt zu fördern, steigt der Druck im Pumpengehäuse an und schaltet über eine Vorrichtung (z. B. einen Hubkolben) die Entlüftungseinrichtung aus. Ältere Entlüftungssysteme wie z. B. Gasstrahler mussten jedoch von Hand ein- und ausgeschaltet werden.

### Trockensaugprobe
Nach dem Einsatz einer Feuerlöschpumpe kann eine Trockensaugprobe durchgeführt werden. Mit Hilfe der Entlüftungseinrichtung wird ein Grobvakuum erzeugt, um die Pumpe nach dem Betrieb auf eventuelle Undichtigkeiten zu überprüfen. Fehler können defekte Dichtungen oder defekte Gehäuse sein. Außerdem wird die Funktionalität der Entlüftungseinrichtung überprüft. Somit wird die ordnungsgemäße Funktion für den nächsten Einsatz sichergestellt.
Der Sauganschluss wird hierzu durch eine Blindkupplung verschlossen, die Druckabgänge werden geschlossen (selbstschließende Niederschraubventile nach DIN 14381 können zur Überprüfung in Stufe 1 gebracht werden) und die Pumpe wird gestartet. Bei nicht automatischen Entlüftungseinrichtungen wird diese manuell aktiviert. Innerhalb von 30 Sekunden muss die Entlüftungseinrichtung einen Unterdruck von mindestens 0,8 bar erzeugen. Nach dem Ausschalten der Pumpe darf sich der Unterdruck innerhalb von einer Minute um maximal 0,1 bar verringern.
Bei den Maschinen einiger Hersteller dient die Trockensaugprobe zudem zur Schmierung der Pumpenelemente mit Hilfe der Stopfbuchsen.

### Schließdruckprüfung
Die Schließdruckprüfung ist mindestens einmal jährlich durchzuführen. Sie dient der Kontrolle des maximalen Ausgangsdrucks bei geschlossenen Druckausgängen, sowie bedingt der Überprüfung der Leistungsfähigkeit der Pumpe, der druckseitigen Dichtigkeit des Pumpengehäuses, der Dichtigkeit der Armaturen, der Dichtigkeit und Funktion des Ausgangsdruckmanometer und dem Zustand der Spaltringe.
Zur Durchführung werden alle Blindkupplungen entfernt, alle (federbelasteten) Niederschraubventile, Entwässerungshähne und Belüftungshähne geschlossen und die Pumpe nach  Herstellervorgabe, üblicherweise im Saugbetrieb bei geodätischer Nennsaughöhe (HSgeoN) betrieben. Nachdem die Pumpe in Betrieb genommen und die Entlüftungseinrichtung betätigt wurde, werden die Niederschraubventile leicht geöffnet und Wasser aus allen Niederschraubventilen sowie – falls vorhanden – dem Tankfüllventil und dem Ventil des Schnellangriffs/Einrichtung zur schnellen Wasserabgabe ausströmen gelassen, um sämtliche Luft aus der Pumpe zu verdrängen. Danach werden alle Niederschraub- und sonstigen Ventile wieder geschlossen und der Motor kurzzeitig auf maximal 1,4-fache Nenndrehzahl (bei Pumpen nach DIN 14420-2) bzw. auf Höchstdrehzahl (bei Pumpen nach DIN EN 1028) gebracht. Der erreichte Schließdruck bei Pumpen nach DIN 14420-2 muss zwischen 14 und 16 bar liegen. Der erreichte Schließdruck bei Pumpen nach DIN EN 1028 muss zwischen 10 und 17 bar liegen. Da sich das Wasser und die Pumpe bei diesem Vorgang schnell erhitzt, sollte die Pumpe lediglich betrieben werden, bis der zu prüfende Schließdruck erreicht ist.

## Einsatzarten

### Löschwasserförderung über lange Wegstrecken
Es gibt zwei verschiedene Arten, Wasser über weite Strecken zu transportieren, zum einen die sogenannte offene und zum anderen die geschlossene Schaltreihe.
Bei der offenen Schaltreihe wird von einer Pumpe das Wasser bis zu einem Behälter (teilweise aufblasbare Faltbehälter, verlastet u. a. auf Löschgruppenfahrzeug Typ 20 für den Katastrophenschutz, LF 20 KatS) gepumpt, von dem aus die nächste Pumpe das Wasser wiederum ansaugt und weiterleitet. Ein Vorteil dieses Aufbaus ist, dass der Druck, mit dem das Wasser in den/die Behälter strömt, in einem weiten Bereich variieren darf. Nachteile sind der erhöhte Zeit- und Materialbedarf.
Bei der geschlossenen Schaltreihe wird die erste Pumpe direkt über Schläuche mit der nachfolgenden Pumpe verbunden, die wiederum über Schläuche mit weiteren Pumpen verbunden sein kann. Vorteile sind hier der zügigere Aufbau sowie der geringere Materialbedarf. Ein Nachteil besteht darin, dass der Eingangsdruck der Verstärkerpumpen zwischen 1,5 und 3 bar liegen sollte, was zu kürzen Pumpen-Abständen führt. Zum Schutz gegen ungewollten Druckanstieg sollte ein Druckbegrenzungsventil verwendet werden.

### Auspumpen von z.B. Kellern oder Tiefgaragen
Die meisten (zumindest neueren) Einbaupumpen haben eine Einstellung für den Lenzbetrieb. Dabei wird bei sehr niedrigem Ausgangsdruck ein möglichst großer Förderstrom ermöglicht. Nützlich ist dies beim Auspumpen vollgelaufener Keller oder Tiefgaragen, bei denen der Ausgangsdruck unerheblich ist, dafür aber eine möglichst große Förderleistung gewünscht ist.

### Betreiben wassergetriebener Geräte
Einige Feuerlöschkreiselpumpen neuerer Bauart haben oftmals auch spezielle Einrichtungen zum Betrieb wassergetriebener Geräte. Ein gutes Beispiel stellt der wassergetriebene Lüfter dar. Hier werden Drücke zwischen 12 und 15 bar oder mehr benötigt, um den Lüfter sinnvoll betreiben zu können. Hierzu gibt es einen speziellen Lüfterbetriebsmodus der Pumpe sowie einen zusätzlichen, meist seitlich verbauten B-Eingang für den Rückfluss vom Lüfter.

## Feuerlöschpumpen bei deutschen Feuerwehren
Die modernen Feuerlöschpumpen sind Kreiselpumpen (Fachbegriff: Feuerlöschkreiselpumpe). Sie sind entweder tragbar oder fest am Feuerwehrfahrzeug als Vorbaupumpe oder im Heck des Fahrzeuges montiert. Sie gehören zur Gruppe der Feuerwehrpumpen, welche sich in Pumpen zur Förderung von Wasser und Pumpen zur Förderung von sonstigen Flüssigkeiten unterteilt. Definiert wird der Begriff "Feuerwehrpumpen": Feuerwehrpumpen sind maschinell angetriebene Strömungsmaschinen zur Förderung von Flüssigkeiten.
Die erste benzinmotorgetriebene Feuerlöschpumpe der Welt stellte Gottlieb Daimler her. Das Patent für diese noch von Pferden gezogene Feuerspritze mit Motorbetrieb erwarb er am 29. Juli 1888. Der Einzylindermotor mit der Leistung von einer Pferdestärke war durch ein Untersetzungsgetriebe mit einer Kolbenpumpe des Feuerspritzenfabrikanten Heinrich Kurtz verbunden.

### Klassifizierung von Feuerlöschpumpen
Aktuell werden in Europa die neuen tragbaren Feuerlöschkreiselpumpen analog den Einbaupumpen gemäß EN benannt. Die Benennung lautet beispielsweise „PFPN 10-1000“ (PFPN = Portable Firepump Normal Pressure), was sinngemäß „Tragbare Feuerlöschkreiselpumpe Normaldruck mit einem Nennförderstrom von 1000 l/min bei einem Nennförderdruck von 10 bar“ bedeutet.
In Deutschland gebräuchliche Feuerlöschkreiselpumpen - alt und neu, nach DIN und DIN EN
(portable Pumpen tragen u. U. andere Bezeichnungen)
- nach DIN 14420 (Norm zurückgezogen): (Schema: Abkürzung "FP"="Feuerlöschkreiselpumpe" - Nennförderstrom / 100 in l/min und Nennförderdruck in bar)
  - FP 2/5 (Feuerlöschkreiselpumpe mit einem Nennförderstrom von 200 l/min bei einem Nennförderdruck von 5 bar)
  - FP 4/5 (Feuerlöschkreiselpumpe mit einem Nennförderstrom von 400 l/min bei einem Nennförderdruck von 5 bar)
  - FP 8/8 (Feuerlöschkreiselpumpe mit einem Nennförderstrom von 800 l/min bei einem Nennförderdruck von 8 bar)
  - FP 16/8 (Feuerlöschkreiselpumpe mit einem Nennförderstrom von 1600 l/min bei einem Nennförderdruck von 8 bar)
  - FP 24/8 (Feuerlöschkreiselpumpe mit einem Nennförderstrom von 2400 l/min bei einem Nennförderdruck von 8 bar)
  - FP 32/8 (Feuerlöschkreiselpumpe mit einem Nennförderstrom von 3200 l/min bei einem Nennförderdruck von 8 bar)
  - Transportable Pumpen tragen anstelle "FP" das Kürzel "TS" für "Tragkraftspritze"
- nach DIN EN 1028 (seit 11/2002): (Schema: Abkürzung "FP"="Feuerlöschkreiselpumpe" "N="Normaldruck" (oder auf Englisch: "Fire Pump Normal Pressure") - Nennförderdruck in bar - Nennförderstrom in l/min)
  - FPN 6-500 (Feuerlöschkreiselpumpe als TS (im KLF nach alter Norm) für Normaldruck mit einem Nennförderstrom von 500 l/min bei einem Nennförderdruck von 6 bar)
  - FPN 10-750 (Feuerlöschkreiselpumpe für Normaldruck mit einem Nennförderstrom von 750 l/min bei einem Nennförderdruck von 10 bar)
  - FPN 10-1000 (Feuerlöschkreiselpumpe für Normaldruck mit einem Nennförderstrom von 1000 l/min bei einem Nennförderdruck von 10 bar)
  - FPN 10-1500 (Feuerlöschkreiselpumpe für Normaldruck mit einem Nennförderstrom von 1500 l/min bei einem Nennförderdruck von 10 bar)
  - FPN 10-2000 (Feuerlöschkreiselpumpe für Normaldruck mit einem Nennförderstrom von 2000 l/min bei einem Nennförderdruck von 10 bar)
  - FPN 10-3000 (Feuerlöschkreiselpumpe für Normaldruck mit einem Nennförderstrom von 3000 l/min bei einem Nennförderdruck von 10 bar)
  - FPN 10-4000 (Feuerlöschkreiselpumpe für Normaldruck mit einem Nennförderstrom von 4000 l/min bei einem Nennförderdruck von 10 bar)
  - FPN 10-6000 (Feuerlöschkreiselpumpe für Normaldruck mit einem Nennförderstrom von 6000 l/min bei einem Nennförderdruck von 10 bar)
  - FPN 15-1000 (Feuerlöschkreiselpumpe für Normaldruck mit einem Nennförderstrom von 1000 l/min bei einem Nennförderdruck von 15 bar)
  - FPN 15-2000 (Feuerlöschkreiselpumpe für Normaldruck mit einem Nennförderstrom von 2000 l/min bei einem Nennförderdruck von 15 bar)
  - FPN 15-3000 (Feuerlöschkreiselpumpe für Normaldruck mit einem Nennförderstrom von 3000 l/min bei einem Nennförderdruck von 15 bar)

- Transportable Pumpen tragen nun das Kürzel "PFPN" für "Portable Fire Pump Normal Pressure"
- nach DIN EN 1028 (seit 11/2002): (Schema: Abkürzung "FP"="Feuerlöschkreiselpumpe" "H="Hochdruck" (oder auf Englisch: "Fire Pump High Pressure") - Nennförderdruck in bar - Nennförderstrom in l/min)
  - FPH 40-250 (Feuerlöschkreiselpumpe für Hochdruck mit einem Nennförderstrom von 250 l/min bei einem Nennförderdruck von 40 bar)

normgerechte Verwendung
Die aktuellen deutschen Feuerwehrfahrzeugnormen sehen nur Pumpen der folgenden Arten vor: FPN 10-1000, FPN 10-2000, PFPN 10-1000, PFPN 10-1500 und PFPN 10-2000.
Anschlüsse
Als Anschlüsse hat die TS 8/8 (neu: PFPN 10-1000) einen A-Sauganschluss und zwei B-Druckabgänge. Für gebirgiges Gelände oder für Selbstschutzeinheiten (Behörden) und Militär gibt es leichtere Modelle (TS 4/5, TS 2/5 und TS 0,5/5) mit entsprechend geringerem Förderstrom und geringerem Förderdruck. Sie haben nur einen B-Eingang oder C-Ausgang.

### Garantiepunkte
Die Garantiepunkte heutiger Feuerlöschkreiselpumpen definieren drei Leistungswerte, die eine Pumpe mindestens erfüllen muss. Da die Leistung je nach Saughöhe und Wasserförderung variiert, wurden folgende drei Punkte festgelegt:
Nach EN 1028
- Garantiepunkt 1: Nennförderstrom bei Nennförderdruck und einer geodätischen Saughöhe von 3 Metern bei vom Hersteller festgelegter Nenndrehzahl
- Garantiepunkt 2: 50 Prozent des Nennförderstroms bei Nennförderdruck und einer geodätischen Saughöhe von 7,5 Metern (bei einer Drehzahl bis zur Höchstdrehzahl)
- Garantiepunkt 3: 50 Prozent des Nennförderstroms bei 1,2-fachem Nennförderdruck und einer geodätischen Saughöhe von 3 Metern (bei einer Drehzahl unterhalb der Höchstdrehzahl)

| Garantiepunkt 1      | Garantiepunkt 2     | Garantiepunkt 3     |
| 1000l/min bei 10 bar | 500l/min bei 10 bar | 500l/min bei 12 bar |
| 3 m                  | 7,5 m               | 3m                  |

Nach der alten DIN 14 420
- Garantiepunkt 1: Nennförderstrom bei Nennförderdruck und einer geodätischen Saughöhe von 3 Metern bei vom Hersteller festgelegter Nenndrehzahl.
- Garantiepunkt 2: 50 Prozent des Nennförderstroms bei 1,5-fachem Nennförderdruck und einer geodätischen Saughöhe von 3 Metern (bei max. 1,2-facher Nenndrehzahl)
- Garantiepunkt 3: 50 Prozent des Nennförderstroms bei Nennförderdruck und einer geodätischen Saughöhe von 7,5 Metern (bei max. 1,4-facher Nenndrehzahl)

| Garantiepunkt 1    | Garantiepunkt 2     | Garantiepunkt 3    |
| 800l/min bei 8 bar | 400l/min bei 12 bar | 400l/min bei 8 bar |
| 3 m                | 3 m                 | 7,5 m              |

Zu beachten ist, dass die alte DIN-Norm 14 420 durch eine neue europäische Norm (EN 1028) abgelöst wurde. Insbesondere wurden hierbei die Garantiepunkte 2 und 3 getauscht.